# Rivière Koktac
Der Rivière Koktac ist ein Fluss in Nunavik im Nordwesten der kanadischen Provinz Québec.

## Flusslauf
Der Rivière Koktac verlässt den Lac Qilalugalik an dessen Nordwestufer. Er fließt in überwiegend westlicher Richtung. Dabei durchfließt er die Seen Lac Sitiapiit Tasinga, Lac Isuulik, Lac Quinijulik, Lac Iqalutsiuvialuk und Lac Nuluarniavik, bevor er in die Hudson Bay mündet. Ein wichtiger Nebenfluss ist der Rivière Urpilik. Der Rivière Koktac hat eine Länge von 198 km. Er entwässert ein Areal von 2504 km².